# Cabello
Cabello is een monotypisch geslacht van spinnen uit de  familie van de Theridiidae (Kogelspinnen).

## Soort
- Cabello eugeni Levi, 1964